# 原渕由布奈
原渕 由布奈（はらぶち ゆうな、1983年9月12日 - ） は、福井テレビ（ftb）のアナウンサー、元タレント。

## 来歴・人物
香川県出身。血液型B型。香川県立高松高等学校、中央大学商学部卒業後、2006年4月ftbに入社。元ミス中央大学。

## エピソード
中央大学在学中はタレントとして活動。このためftbでは半ば「経験者」扱いされていた。
2005年4月からtvkの情報番組「みんなが出るテレビ」に女子大生レポーターとして出演。馬の博物館のレポートでMVR（MVPレポーターの略）に選ばれたことがある。それ以降、司会のやまだひさしから「馬渕」の愛称でいじられたようである。また、成嶋早穂（元東海テレビアナウンサー。当時フェリス女学院大学）とコンビを組んでレポートしたこともあった。そのことがきっかけで、成嶋とは大の仲良しでもある。
フジテレビの松尾翠は「みんなが出るテレビ」女子大生レポーターの先輩であり、かつアナウンサー同期で、新人研修も一緒だった。その模様は書籍「フジテレビアナウンサーになろう（扶桑社）」の中で写真付で紹介されている。また、2010年4月に入社した副島優子も番組の女子大生リポーターの後輩で、局内でも後輩にあたる。
2008年5月22日、福井県の交通安全広報大使に任命される。任期は1年間。
2013年7月7日、結婚。数日後、おかえりなさ〜い内で発表。その後、妊娠・産休に入った。2016年11月より復帰。第1子となる男児を出産したことを公表。復帰に関しては、息子が1歳を迎えたことが理由。
歌に関しては相当の音痴であり本人も自覚している。2011年の27時間テレビの企画において、歌ヘタの7位（歌ヘタ神7）にランクインされた。
方向音痴である（おかえりなさ～いのコーナー内フリートークより）。

## 担当番組
- 福井新聞ニュース・中日新聞ニュース

## 過去の出演・担当番組

### 学生時代
- 女神のChu!（BS日テレ、2004年）
- ミスキャン放送局（MONDO21、スカパー!279ch、2004年）
- みんなが出るテレビ（tvk、2005年4月～2006年2月[2]、女子大生リポーター）
- 7days dairy（鎌倉ケーブルテレビ、2005年2月代理キャスター）

### 福井テレビ
- ほっとふくい
- めざましテレビ公認 わがまま!気まま!旅気分
- 草彅・おすぎとピーコの女子アナ2008ベテランvsヤング仁義なき戦いSP（2008年1月14日、フジテレビ系、ftb代表として出演）
- 座・タイムリーふくい（2007年4月〜2008年4月）
- ご存じですか私たちの県議会
- FUKUIスーパーレディス駅伝
- 2009新春対談　県議会議長と語る
- 座・タイムリーふくい（2009年）（社長の決断ナレーション）
- マル得タイコban!(MC)
- 恋するデカルト（2010年7月26日[3]）
- めざましテレビ・めざまし桜エイド（2011年4月14日）
- FNS27時間テレビ・歌へた笑顔プロジェクト（2011年7月23日・24日）
- 知りたがり!・超知りたがり!「ニッポンしりアがり中継」リポーター（2012年4月13日）
- 福井っ子はいま・・・（ナレーション）
- FNN福井テレビスーパーニュース（金曜日キャスター）
- おかえりなさ〜い（全曜日司会）

### テレビアニメ
- 2.43 清陰高校男子バレー部（2021年） - 会場アナウンス 役

## 雑誌
- SPA! グラビア2p（2004年、扶桑社）